# Площадь Мира (Архангельск)
Площадь Мира — площадь в историческом центре Архангельска (Октябрьский округ). Ограничена улицами Северных конвоев, Петра Норицына, Набережной Северной Двины. Приписанных к площади зданий нет.

## История

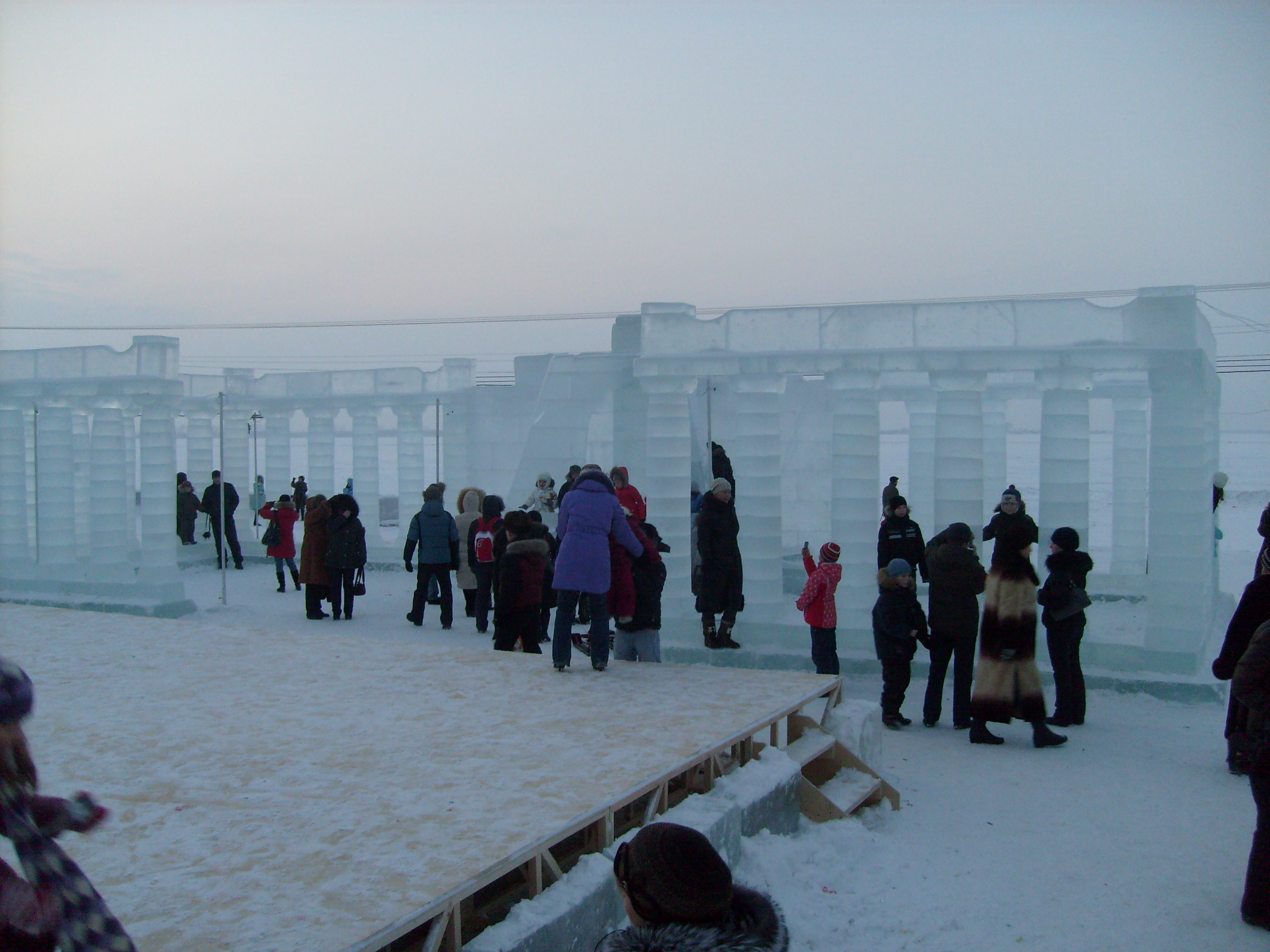
2011. Ледяной дворец на площади Мира в Архангельске

В конце XIX — начале XX века здесь находилась небольшая площадь и английская церковь на ней (здание не сохранилось).
Современная площадь Мира образована при закладке на Набережной Северной Двины монумента Победы к двадцатой годовщине окончания Великой Отечественной войны (1965).
Торжественное открытие монумента состоялось 9 мая 1969 года.
Площадь от Троицкого проспекта отделяет здание кинотеатра «Мир». Кинотеатр строился с 1952 года в течение четырёх лет, по типовому проекту, торжественное открытие состоялось 6 ноября 1956 года. С 2000 года кинотеатр не работал, в 2020 здание признано памятником архитектуры.
К 50-летию Победы на площади установлены мемориальные плиты с именами более 90 северян — Героев Советского Союза.
На площади проводятся торжественные мероприятия в День Победы и День Военно-Морского флота. В зимнее время поморские мастера ледовой скульптуры представляют свои работы на конкурс «Морожены песни».